# Josef Vejvoda (1946)
Josef Vejvoda (* 26. dubna 1946) je bývalý český fotbalista, útočník.

## Fotbalová kariéra
V československé lize hrál za Spartu Praha, Bohemians Praha a Sklo Union Teplice. Nastoupil ve 130 ligových utkáních a dal 16 gólů. Finalista Českého poháru 1972/73. V nižší soutěži hrál i za Spartak BS Vlašim.

## Ligová bilance
| Ročník                                   | Zápasy | Góly | Klub               |
| ---------------------------------------- | ------ | ---- | ------------------ |
| 1. československá fotbalová liga 1967/68 | 2      | 0    | Sparta Praha       |
| 1. československá fotbalová liga 1968/69 | 2      | 0    | Sparta Praha       |
| 1. československá fotbalová liga 1969/70 | 26     | 2    | Bohemians Praha    |
| 1. československá fotbalová liga 1972/73 | 14     | 2    | Sklo Union Teplice |
| 1. československá fotbalová liga 1973/74 | 28     | 3    | Sklo Union Teplice |
| 1. československá fotbalová liga 1974/75 | 29     | 4    | Sklo Union Teplice |
| 1. československá fotbalová liga 1975/76 | 25     | 5    | Sklo Union Teplice |
| 1. československá fotbalová liga 1976/77 | 4      | 0    | Sklo Union Teplice |
| CELKEM                                   | 130    | 16   |                    |